# یو تائو
یو تائو (انگلیسی: Yu Tao؛ زادهٔ ۱۵ اکتبر ۱۹۸۱) بازیکن فوتبال اهل چین بود.
از باشگاه‌هایی که در آن بازی کرده است می‌توان به باشگاه فوتبال شانگهای گرینلند شنهوآ اشاره کرد.
وی همچنین در تیم ملی فوتبال چین بازی کرده است.